# The Judgment House

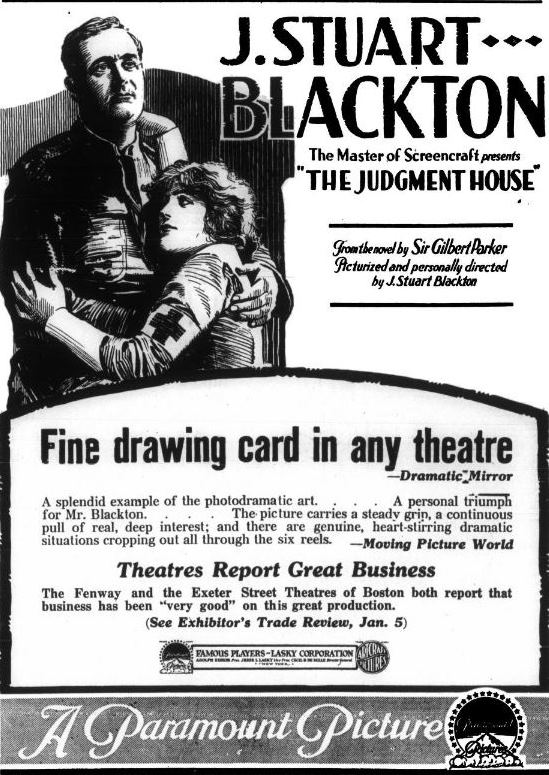
Propaganda de la pel·lícula

The Judgment House és una pel·lícula muda dirigida per James Stuart Blackton, en la seva primera producció independent després de deixar la Vitagraph, i interpretada per Violet Heming, Florence Deshon i Wilfred Lucas entre d'altres. Basada en la novel·la homònima de Gilbert Parker adaptada pel mateix Blackton, la pel·lícula es va estrenar el 19 de novembre de 1917.

## Argument
Estimada per dos homes, la frívola Jasmine Grenfel no es pot decidir entre l’atrevit Rudyard Byng i el més reservat Ian Stafford. Abassegada per la seva contundència acaba decidint-se per Byng i Stafford marxa a Sud-àfrica. Passen tres anys i Jasmine és infeliç degut al caràcter dissipat del seu marit s’esvaeix. A més el secretari privat del seu marit, Adrian Fellow, li va al darrere a la vegada que també té una aventura amb Al’Mah, una ballarina exòtica. Un dia Byng troba una nota d’amor de Fellow dirigida a Jasmine i vol matar la dona i el secretari però Stafford torna just en aquell moment i evita la tragèdia. Més tard Fellow és assassinat i Byng troba una agulla enverinada a prop del cos. Abans que es pugui descobrir qui és l'assassí esclata la guerra dels bòers i Byng s’enrola a l'exèrcit del seu país. En la batalla, Stafford mor i Byng es distingeix com a soldat i es reforma com a persona. Al'Mah, ara infermera, és ferida i confessa que va matar a Fellow. Jasmine s’adona que ha estat la responsable de la seva pròpia infelicitat i es reconcilia amb el seu marit.

## Repartiment
- Violet Heming (Jasmine Grenfel)
- Wilfred Lucas (Rudyard Byng)
- Conway Tearle (Ian Stafford)
- Paul Doucet (Adrian Fellowes)
- Florence Deshon (Al'Mah)
- Lucille Hammill (Lou)
- Crazy Thunder (Krool)